# Balzsamfenyő
A balzsamfenyő vagy balzsamos jegenyefenyő (Abies balsamea) a világ harmadik legészakabbra hatoló jegenyefenyő-faja.

## Elterjedése, élőhelye
Az északi flórabirodalom atlantikus–észak-amerikai flóraterületén, főleg Kanadában honos. Elterjedési területe keleten Labradorig és Új-Fundlandig, nyugaton Alberta szövetségi államig nyúlik: a jegenyefenyők közül csak a szibériai (Abies sibirica) nő ennél nagyobb területen.
A sík- és dombvidéken dél felé Minnesota, Iowa, illetve New York és Pennsylvania államokig terjed. Az Appalache-hegység északi részén – így New Hampshire-ben a Washington-havason (1917 m) – a hegyi, alhavasi törpecserjés része; dél felé Virginiáig, Nyugat-Virginiáig terjed.

## Megjelenése
15–25 m magasra nő, a koronája kúpos és karcsú. Gyantahólyagos kérge szürke, paraszemölcsös.
A törzshöz közeli hajtásokon apró (1–3,5 cm-es) tűlevelei fésűszerűen széthajlanak, kifelé hamvasan gyantapontossá, húsossá, törékennyé válnak: hosszirányú nyomásra könnyen elpattannak.
4–12 cm-es, lila, olykor világos zöldesszürke, gyantás tobozainak fellevelei többnyire rejtettek, de a csúcsuk olykor kissé kinyúlik.

## Életmódja
Az észak-amerikai tajga, a boreális fenyőzóna fő növényeként főleg a fekete luccal (Picea mariana) és a kanadai szürke luccal (Picea glauca) társul. Magyarországon a leghidegebb teleket is jól tűri. A száraz, meleg levegőt nem szereti, a párás környezetet meghálálja. Szinte bármilyen talajon megél. Ne ültessük tűző napra, fiatalon mindenképp félárnyékos helyet keressünk neki.

## Felhasználása
A többi jegenyefenyőnél megszokott faipari és díszítő (karácsonyfa) alkalmazások mellett a balzsamfenyő különlegessége a gyantája, pontosabban, az abból nyerhető ragasztóanyag, a kanadabalzsam, amiről a fenyő a nevét is kapta. Ennek fő alkalmazása a mikrotechnikában, biológiában, ásvány- és kőzettanban használt metszetek (vékonycsiszolatok) lefedése.

## Változatai
- A. balsamea var. phanerolepis

## Ismertebb, kertészeti fajtái
- Abies balsamea ’Albicans’,
- Abies balsamea ’Albida’,
- Abies balsamea ’Andover’,
- Abies balsamea ’Angustata’,
- Abies balsamea ’Argentea’,
- Abies balsamea ’Argenteovariegata’,
- Abies balsamea ’Ben Blackburn’,
- Abies balsamea ’Coerula’,
- Abies balsamea ’Coerulescens’,
- Abies balsamea ’Columnaris’,
- Abies balsamea ’Compacta’,
- Abies balsamea ’Compacta Nana’,
- Abies balsamea ’Cree’s Blue’,
- Abies balsamea ’Denudata’,
- Abies balsamea ’Elegans’,
- Abies balsamea ’Fastigiata’,
- Abies balsamea ’Foliis variegatis’,
- Abies balsamea ’Glauca’,
- Abies balsamea ’Globosa’,
- Abies balsamea ’Hemisphaerica’,
- Abies balsamea ’Hudsonia’,
- Abies balsamea ’Krause’,
- Abies balsamea ’Le Feber’,
- Abies balsamea ’Longifolia’,
- Abies balsamea ’Lutescens’,
- Abies balsamea ’Macrocarpa’,
- Abies balsamea ’Marginata’,
- Abies balsamea ’Nana’,
- Abies balsamea ’Nana Compacta’,
- Abies balsamea ’Nana Globosa’,
- Abies balsamea ’Nudicaulis’,
- Abies balsamea ’Paucifolia’,
- Abies balsamea ’Pedersen’s Globe’,
- Abies balsamea ’Piccolo’,
- Abies balsamea ’Prostrata’,
- Abies balsamea ’Qoitin’s Spreader’,
- Abies balsamea ’Variegata’,
- Abies balsamea ’Verkade’s Prostrate,
- Abies balsamea ’Versicolor’,